# Ivo Milazzo

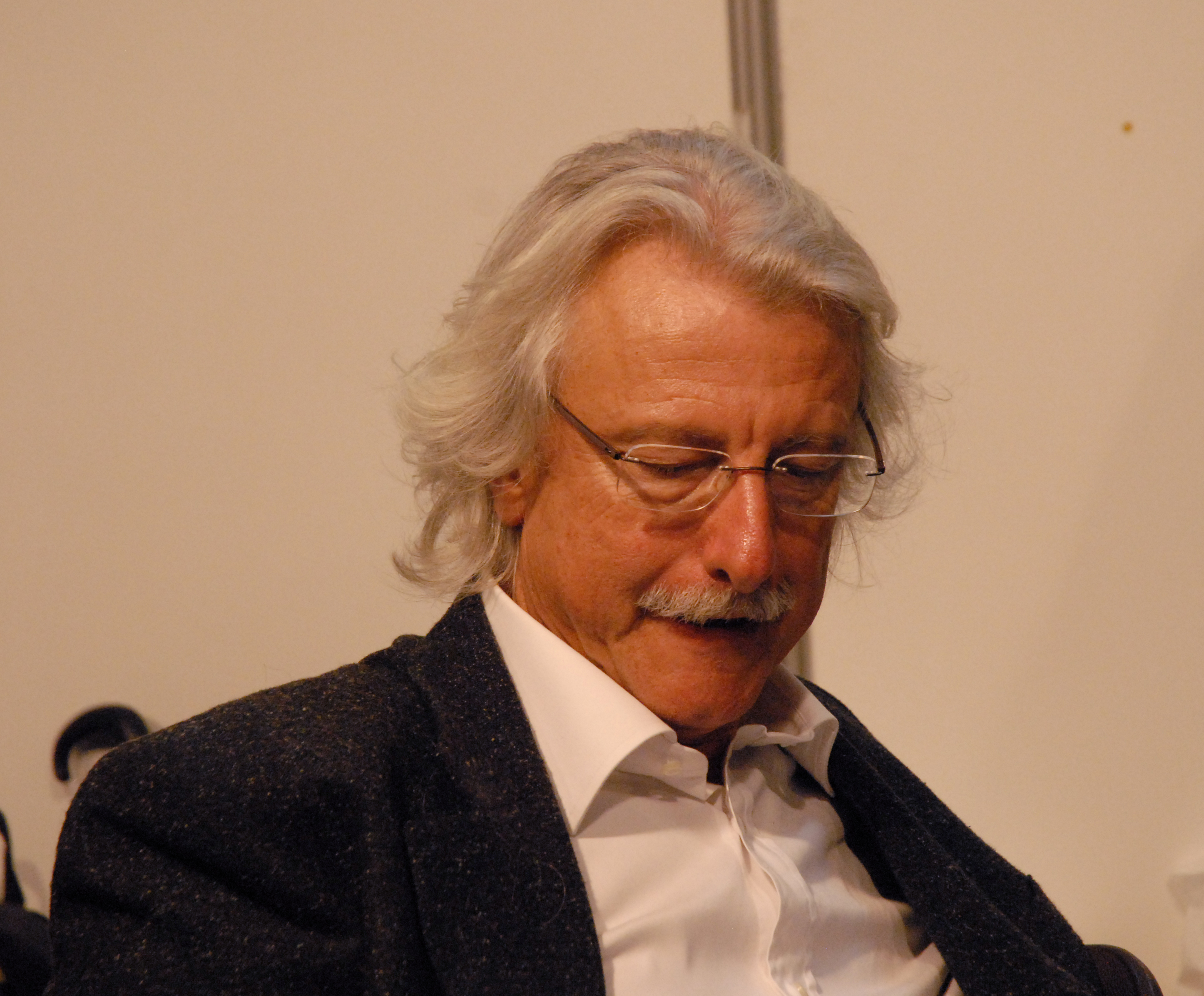
Ivo Milazzo im Jahr 2010

Ivo Milazzo (* 20. Juni 1947 in Tortona, Italien) ist ein italienischer Comiczeichner.

## Leben und Werk
Milazzo debütierte im Jahr 1971, als er zu den Szenarios von Giancarlo Berardi einige Tarzan-Comics für den französischen Markt zeichnete. Danach zeichnete er unter anderem für die Zeitschriften Horror und Supervip sowie einige Disney-Geschichten. Im Jahr 1977 erschien die erste Ausgabe der in Zusammenarbeit mit Berardi entstandenen langlebigen Western-Serie Ken Parker. Für die Comic-Zeitschrift Orient Express entwickelte und zeichnete Milazzo ebenfalls in Zusammenarbeit mit Berardi die Detektiv-Serie Marvin, die ab 1983 erschien.